# Laguna Tuticopote
A  Laguna Tuticopote  é um lago localizado na Guatemala. Localiza-se no departamento de Chiquimula, Município de Olopa.